# Heilig-Kreuz-Kirche (Dortmund)

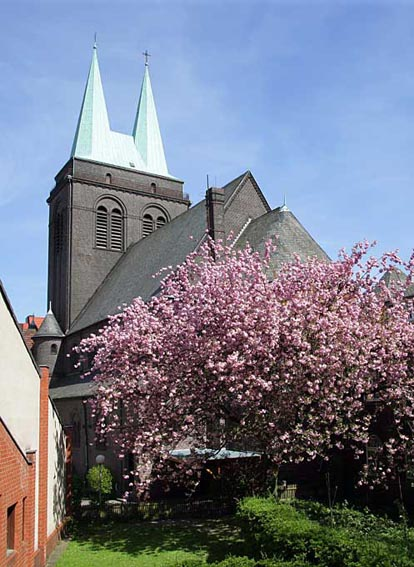
Kirschblüte im Garten der Heilig-Kreuz-Kirche

Die Heilig-Kreuz-Kirche, sehr häufig verkürzt Kreuzkirche genannt, ist ein Kirchenbauwerk der römisch-katholischen Heilig-Kreuz-Gemeinde in Dortmund. Sie ist Namensgeberin für das umliegende Wohnviertel Kreuzviertel.

## Geschichte
Nach der Wende zum 20. Jahrhundert war mit dem heute nach der Kirche benannten Kreuzviertel südlich der historischen Wallanlagen der Dortmunder Innenstadt eine umfangreiche Wohnbebauung entstanden. Die dort lebenden Katholiken hegten den Wunsch nach einer eigenen Kirche und gründeten einen Kirchenbauverein. Die Heilig-Kreuz-Gemeinde wurde am 3. Mai 1911 als Ausgründung der Liebfrauen-Gemeinde gegründet. Mitte 1914 begann man mit dem Bau eines Kirchengebäudes auf einem Grundstück am Vinckeplatz. Trotz des Ersten Weltkriegs konnte man innerhalb von zwei Jahren eine Kirche im Stil des Backsteinexpressionismus fertigstellen. Das Gebäude wurde als eine dreischiffige Basilika nach Entwürfen des Dortmunder Architekten Hans Homann errichtet. 
1919 erhielt die Kirche ein Glockengeläut aus vier Gussstahlglocken, angefertigt vom Bochumer Verein. Es ist gestimmt auf die Tonfolge gis° – h° – d' – e' und damit das zweittiefste Dortmunder Geläut.
Zur Kirchengemeinde gehörte auch der 1921 errichtete Kreuzhof. Dieses Gebäude diente zum einen als Gemeindehaus und zum anderen als Ledigenheim, später als Hotel.
Während des Zweiten Weltkriegs wurde die Kreuzkirche stark beschädigt, lediglich der Kirchturm blieb unversehrt. Ab 1947 wurde das Kirchengebäude wiederaufgebaut. Zwischen 1957 und 1958 wurde der Innenraum der Kreuzkirche neugestaltet.
Eine weitere Umgestaltung der Kirche im Jahr 1992 war ausgerichtet an der ursprünglichen Architektur von 1918 und der erneuerten Liturgie nach dem Zweiten Vatikanischen Konzil. Der Architekt war Gisberth Hülsmann (Wachtberg). Das Kreuz neben dem Altar trägt einen Corpus (Torso) aus dem 16. Jahrhundert, vermutlich aus dem Rhein-Maas-Gebiet.
Im Innenhof des Gemeindezentrums befindet sich heute die nach der Kirche benannte, katholische Kindertageseinrichtung Hl. Kreuz.
Die Kreuzkirche ist als Baudenkmal in die Denkmalliste der Stadt Dortmund eingetragen.

## Orgel
Das elektropneumatische Instrument mit 30 Registern auf drei Manualen und Pedal wurde 1961 von Anton Feith (Paderborn) mit einem Freipfeifenprospekt erstellt. Die 42 nummerierten Registerwippen befinden sich in einer langen, leicht geschwungene Reihe direkt über dem dritten Manual, die Drucktaster für die Pedalumschaltung (links) und den Tremulanten (rechts) auf den Klaviaturbacken des zweiten und dritten Manuals.
Wegen eines Brandes im Treppenaufgang zur Orgelempore im Jahr 2022, der auch zu einer Verrußung der Orgel führte, wird 2023 das Instrument durch die Firma Westfälischer Orgelbau S. Sauer, Nachfolger der Erbauer, einer umfangreichen Reinigung unterzogen.
Disposition der Feith-Orgel von 1961:
| I Hauptwerk C–g3 |     |
| Quintade         | 16′ |
| Prinzipal        | 08′ |
| Dulzflöte        | 08′ |
| Oktave           | 04′ |
| Koppelflöte 0    | 04′ |
| Nachthorn        | 02′ |
| Mixtur V–VI      |     |
| Trompete         | 08′ |

| II Rückpositiv C–g3 |       |
| Gedeckt             | 08′   |
| Rohrgedackt         | 04′   |
| Prinzipal           | 02′   |
| Silberquinte        | 1 ⁄3′ |
| Terzzymbel III      |       |
| Krummhorn           | 08′   |

| III Schwellwerk C–g3  |     |
| Rohrflöte 0           | 08′ |
| Weidenpfeife          | 08′ |
| Prinzipal             | 04′ |
| Blockflöte            | 04′ |
| Schwiegel             | 02′ |
| SeptimSesquialter III |     |
| Scharff III–IV        | 01′ |
| Dulzian               | 16′ |
| Tremulant             |     |

| Pedal C–f1    |         |
| Kontrabass    | 16′     |
| Subbass       | 16′     |
| Quintbass     | 10 2⁄3′ |
| Prinzipal     | 08′     |
| Pommer        | 08′     |
| Choralbaß     | 04′     |
| Hintersatz IV |         |
| Posaune       | 16′     |

Von den 42 Registerwippen sind 6 leer, wahrscheinlich für eine geplante (aber noch nicht stattgefundene) Erweiterung nur mit Nummer und Zuordnung graviert.
- Koppeln:
  - Normalkoppeln: II/I, III/I, III/II, I/P, II/P, III/P als Registerwippen
- Spielhilfen:
  - zwei freie Kombinationen, zwei freie Pedalumschaltungen, Registercrescendo
  - Handregister, Tutti, Auslöser, Walze ab, Koppeln aus Walze ab, Zungen ab; Zungeneinzelabsteller

## Mosaik

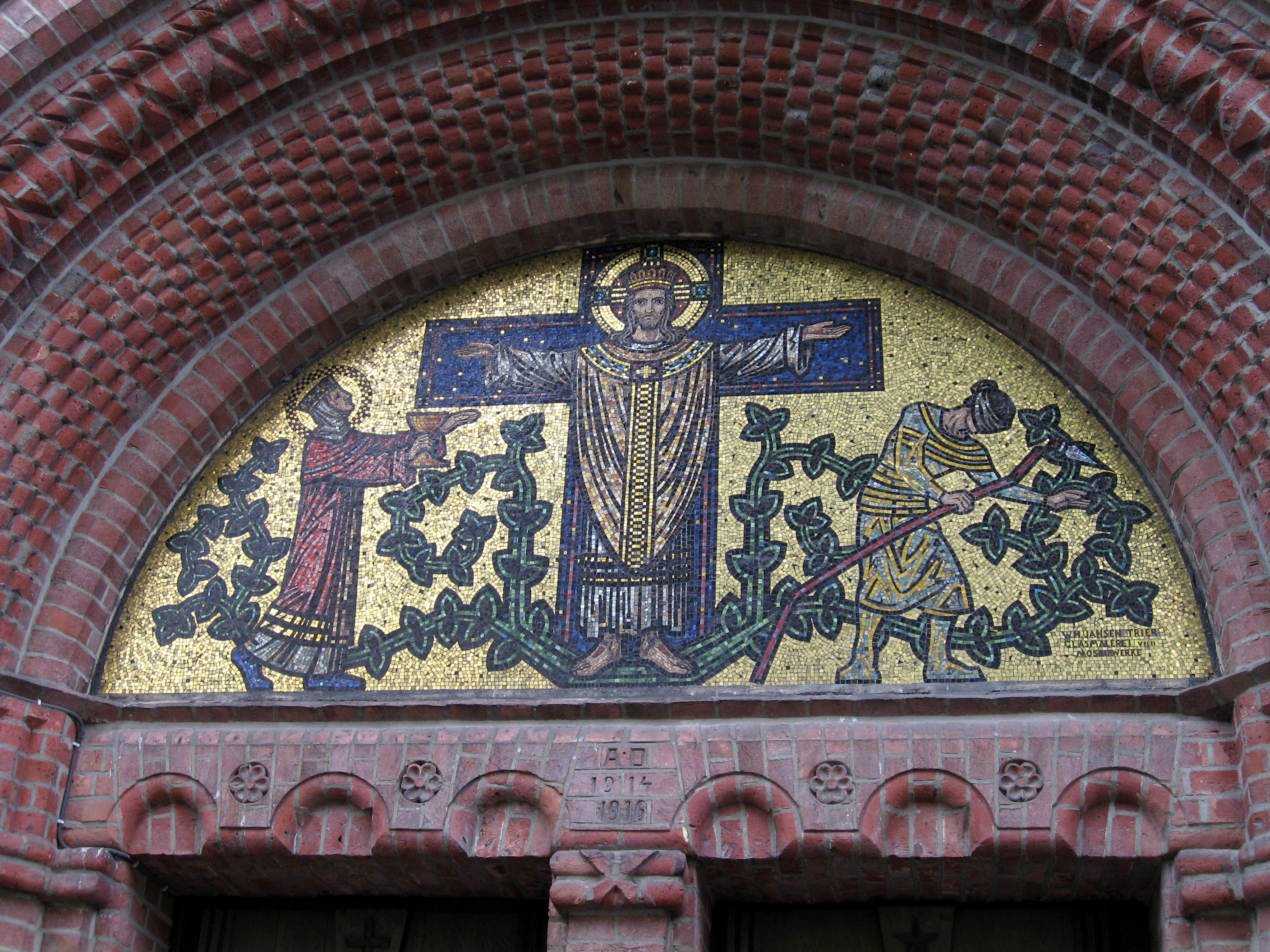
Tympanon-Mosaik

Im Tympanon des Haupteingangs befindet sich ein Mosaik, das ein vor allem im Mittelalter verbreitetes Motiv aufnimmt: rechts und links eines am Kreuz triumphierenden Christus sind die Kirche (Ecclesia) für das Gottesvolk und die Synagoge als Verkörperung des Judentums dargestellt; die Gestalt der Kirche in prächtigem Gewand streckt Christus einen Kelch entgegen, während sich auf der anderen Seite die Gestalt der Synagoge, unauffällig gekleidet, mit verbundenen Augen abwendet und einen zerbrochenen Stab hält. Die einer solchen Darstellung zugrunde liegende theologische und heute als antisemitisch angesehene Auffassung der Juden als Gottesmörder, die sehr lange im Christentum verbreitet war, wird seit dem 2. Vatikanischen Konzil 1965 von der Kirche nicht mehr vertreten. Auf ihrer Website nimmt die Kirchengemeinde in einer Bilderklärung eine kritische Haltung zu dieser Darstellung ein und nennt die Abbildung „anstößig“. Sie erklärt aber, dass sie aus ihrer Entstehungszeit 1915/16 als Antisemitismus in Kirche und Gesellschaft weit verbreitet war und nicht als anstößig galt.